# 도림고등학교
도림고등학교(桃林高等學校)는 대한민국 인천광역시 남동구 서창동에 위치한 공립 고등학교이다.

## 학교 연혁
- 2003년 9월 4일 : 도림고등학교 설립 인가(8학급)
- 2004년 3월 1일 : 초대 김규수 교장 취임
- 2004년 3월 2일 : 도림고등학교 개교 및 신입생 288명 입학(8학급)
- 2007년 2월 14일 : 제1회 졸업식(졸업생 262명)
- 2023년 9월 1일 : 제7대 윤재환 교장 취임
- 2024년 2월 7일 : 제18회 졸업식 (졸업생 210명, 누계 4,345명)

## 참고 자료
- 도림고등학교 - 한국교육학술정보원 학교알리미